# Hanno Friedrich

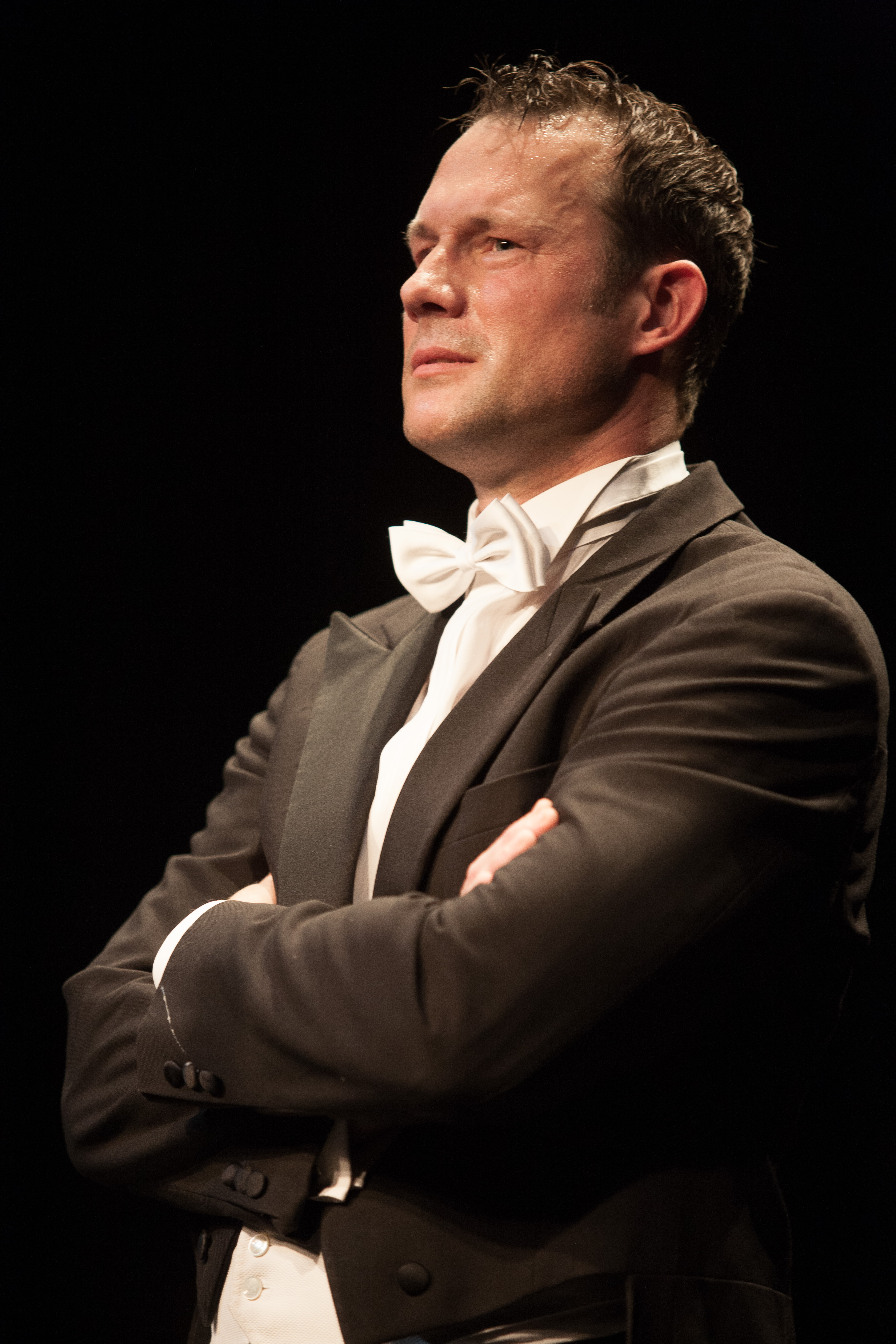
Hanno Friedrich (2007)

Hanno Friedrich (* 22. September 1966 in Wuppertal) ist ein deutscher Schauspieler, Regisseur und Musiker.

## Leben
Hanno Friedrich verbrachte seine Schulzeit in Deutschland und den Niederlanden. Nach seinem Schauspielstudium von 1989 bis 1993 an der Hochschule der Künste Berlin war er Ensemblemitglied am Staatstheater Oldenburg, am Theater Basel und am Schauspiel Bonn, wo er mit Regisseuren wie Michael Thalheimer, Valentin Jeker, Konstanze Lauterbach, Jürgen Gosch und Frank-Patrick Steckel zusammenarbeitete. Bis 2002 war Friedrich unter anderem in Don Karlos (Schiller), The Black Rider, Hair und Geschlossene Gesellschaft zu sehen.
Nach seinem Kinodebüt als Heinz in Otomo an der Seite von Eva Mattes, Barnaby Metschurat und Isaach De Bankolé wurde er vor allem als Comedy-Star bekannt. So spielte Friedrich 2002 bis 2009 in der Serie Sechserpack mit. Außerdem war er zusammen mit Max Giermann und Carolin Kebekus auf ProSieben als „Die einzig wahren Hochzeitscrasher“ zu sehen. Weitere Rollen im ernsten Fach hatte er in den Serien Wilsberg, Hotel Heidelberg, Unter Tannen, Du bist kein Werwolf – Über Leben in der Pubertät und Die Füchsin. Von Ende April 2015 bis Mitte September 2015 trat er in der Seifenoper Unter uns auf.
Mit der Musik-Comedy-Show  ABBA jetzt!, entstanden 1998, und ihrer Fortsetzung ABBA jetzt! 2 ist er zusammen mit dem Schauspieler Tilo Nest und dem Musiker Alexander Paeffgen ebenfalls sehr erfolgreich. Für ABBA jetzt! erhielt das Trio 2003 den Kleinkunstpreis Baden-Württemberg.
2009 spielte er an der Oper Bonn den Bassa Selim in Markus Dietz’ Inszenierung von Mozarts Oper Die Entführung aus dem Serail. 2010 gab er sein Regiedebüt bei der Comedyrevue Sekt and the City, nach einer Idee von Helena Marion Scholz. Bei den beiden Fortsetzungen Cat Pack, Frisch geföhnt & flachgelegt und der Abschiedsshow Letzte Runde (2020) führte er ebenfalls Regie. Von 2012 bis 2014 spielte er als Gast an den Wuppertaler Bühnen, seit 2016 tritt er regelmäßig im Staatstheater Wiesbaden auf. Für das Staatstheater Wiesbaden dramatisierte er 2019 gemeinsam mit dem Regisseur Tilo Nest Daniel Kehlmanns Roman Tyll für die große Bühne, die Inszenierung war 2020 für den deutschen Theaterpreis Der Faust nominiert.

## Soziales Engagement
2010 wurde Friedrich Botschafter des eigenständigen gemeinnützigen Vereins Bunter Kreis Rheinland, der in enger Zusammenarbeit mit örtlichen Krankenhäusern chronisch und schwerkranke Kinder, deren Familien und Geschwisterkinder in der Region betreut.
Seit 2015 ist Friedrich Botschafter der Hilfsorganisation German Doctors, die ehrenamtlich arbeitende Ärzte weltweit in medizinische Notstandsgebiete entsendet. Im Frühjahr 2016 besuchte er das Projekt in Kalkutta. Über seine Reise berichtete er u. a. im Interviewmagazin Galore.
2019 wurde er Schulpate der GGS Adelheidisschule in Bonn-Beuel, die sich als 17. Schule ohne Rassismus – Schule mit Courage gegen Diskriminierung und Fremdenfeindlichkeit sowie für Zivilcourage ausspricht.

## Filmografie
- 1994: Die Wache (Krimiserie; Episode Tödlicher Sonntag)
- 1999: Otomo
- 2000: Einer geht noch
- 2000: Tatort: Die Frau im Zug
- 2001: Fremde Frauen küsst man nicht
- 2002: Nesthocker – Familie zu verschenken (Fernsehserie; Episode Außer Konkurrenz)
- 2002–2009: Sechserpack (Comedyserie)
- 2002–2011: Verbotene Liebe (Daily Soap; 17 Episoden)
- 2003: Die Camper (Comedyserie; Episode Der Haussklave)
- 2004: Nikola (Fernsehserie; Episode Nicolas Sturz)
- 2004: Edel & Starck (Fernsehserie; Episode Knastbruder Felix)
- 2004: Bella Block: Hinter den Spiegeln
- 2004: Unser Charly (Fernsehserie; Episode Glückskinder)
- 2004: Das Büro (Comedyserie; Episode Die Leiche)
- 2004/2005: Siebenstein (Kinderserie; zwei Episoden)
- 2004–2011: SOKO Köln (Krimiserie; vier Episoden)
- 2005: Planet Cook (Fernsehserie; sechs Episoden)
- 2007: Post Mortem – Beweise sind unsterblich (Krimiserie; Episode Das Geständnis)
- 2007: Ladyland (Comedyserie; zwei Episoden)
- 2007: Kinder, Kinder (Comedyserie; Episode Von Hanf und Hunden)
- 2007: Da kommt Kalle (Fernsehserie; Episode Falscher Fuffziger)
- 2008: Herzog (Fernsehserie; Episode Der Kinderschreck)
- 2008: Kommissar Stolberg (Krimiserie; Folge Toter Engel)
- 2008/2009: 112 – Sie retten dein Leben (Daily Soap; zwei Episoden)
- 2009: Die einzig wahren Hochzeitscrasher (Fernsehserie)
- 2010: Wilsberg: Bullenball
- 2010–2014: Du bist kein Werwolf – Über Leben in der Pubertät
- 2011: Neander-Jin: The Return of the Neanderthal Man
- 2011: Marie Brand und der Sündenfall
- 2012: Wilsberg: Die Bielefeld-Verschwörung
- 2012: Sin Reaper 3D
- 2012: SOKO Wismar (Krimiserie; Episode Goldrausch)
- 2013: Heldt (Krimiserie; Episode Explosive Fracht)
- 2013: Alarm für Cobra 11 – Die Autobahnpolizei (Actionserie; Episode Das Aupairgirl)
- 2013: Heiter bis tödlich: Zwischen den Zeilen (Krimiserie; Episode Majas Filmriss)
- 2013: Der Alte (Krimiserie; Episode Des Todes kalte Finger)
- 2013: Heiter bis tödlich: Alles Klara (Fernsehserie; Episode Laubenpieper)
- 2014: Sein gutes Recht
- 2014: Zwei Gesichter
- 2015: Wächter der Spieluhr
- 2015: Rentnercops: Jeder Tag zählt! (Fernsehserie; Episode Solang man Träume noch leben kann)
- 2015: Und dann noch Paula (Fernsehserie; Episode F*** dich, fremder Mann)
- 2015: Die Kuhflüsterin (Fernsehserie; Episode Der schwarze Fleck)
- 2015: Utta Danella – Lügen haben schöne Beine
- 2016: Zielfahnder – Flucht in die Karpaten (Fernsehfilm)
- 2016: Endlich allein (Kurzfilm)
- 2016: Hotel Heidelberg – Kramer gegen Kramer
- 2016: Der Lehrer (Comedy-Serie; Episode ... nimmt der Prophet halt den Bus!)
- 2016: Inga Lindström – Willkommen im Leben
- 2016: Phoenixsee (Fernsehserie; 4 Episoden)
- 2016: Ultimate Justice
- 2017: Wilsberg: MünsterLeaks
- 2017: Der Staatsanwalt (Krimiserie; Episode Liebe und Wut)
- seit 2017: Unter Tannen (Fernsehserie, SR Fernsehen)
- 2018: Bettys Diagnose (Fernsehserie; Episode Weiße Mäuse)
- 2018: Meine Mutter ist unmöglich (Fernsehfilm)
- 2018: Familie Dr. Kleist (Fernsehserie; Episode Zwischen den Stühlen)
- 2019: Die verschwundene Familie (2-tlg. Fernsehfilm)
- 2019: Frühling – Das verlorene Mädchen (Fernsehreihe)
- 2021: In aller Freundschaft (Fernsehserie, Episode Sein oder Nichtsein)
- 2023: Marie Brand und die falsche Wahrheit
- 2023: Bettys Diagnose (Fernsehserie; Episode Gerettet)
- 2024, 2025: Rote Rosen (Fernsehserie)